# 道の駅いちかわ

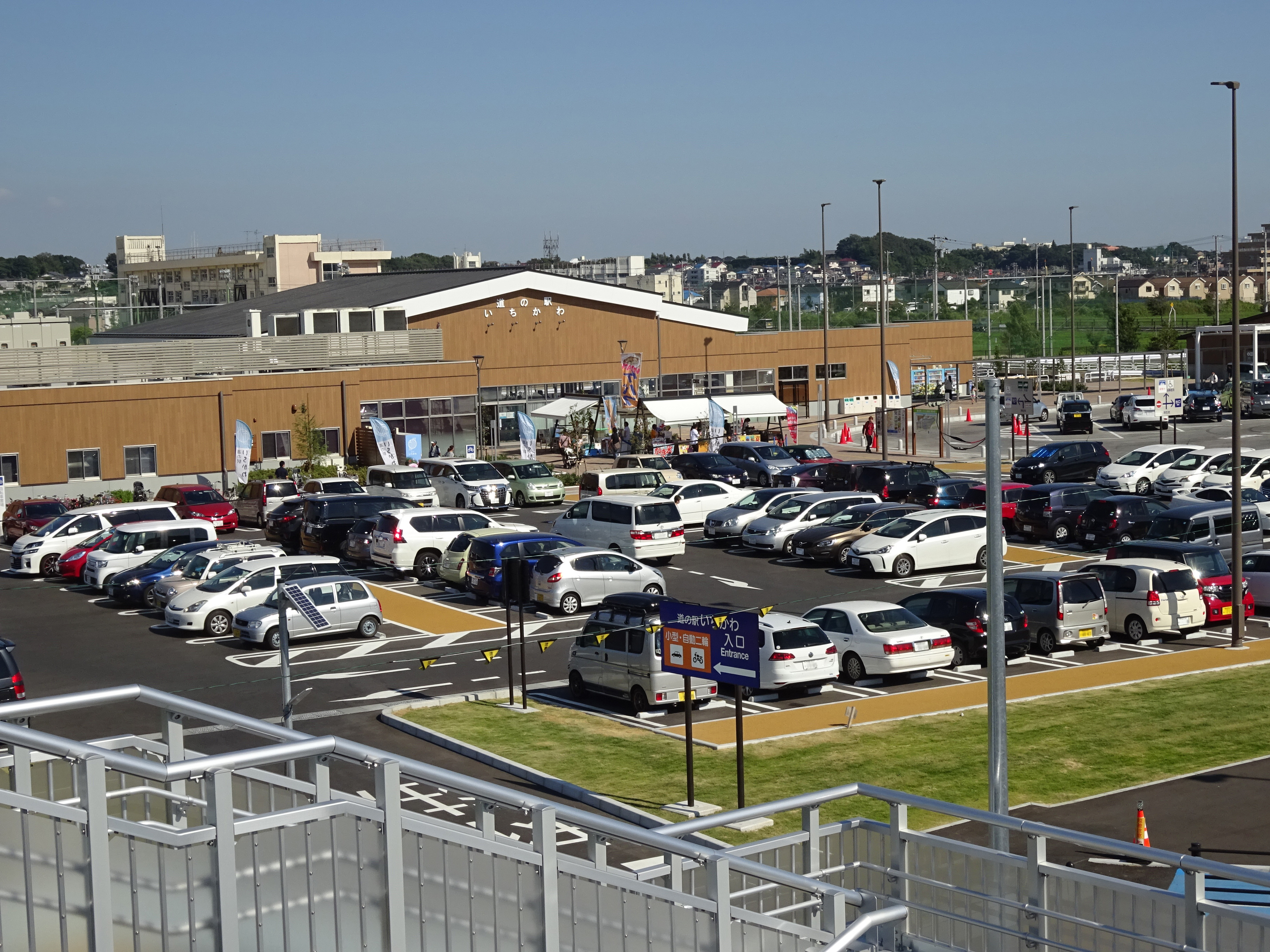
国道298号の歩道橋より撮影（2018年8月）

道の駅いちかわ（みちのえき いちかわ）は、千葉県市川市国分にある国道298号（東京外かく環状道路）の道の駅である。
道の駅川口・あんぎょうとともに、東京23区に隣接する市にある道の駅で、開駅時より2020年現在まで、東京都心に一番近い道の駅である。

## 沿革
市川市では、2015年（平成27年）に全線開通予定となっていた東京外かく環状道路（以後「外環道路」）の整備が進んでいた。当時、外環道路にはサービスエリアなどの休憩施設が少なかったことから、トラックなどの休憩施設が不足し、ゴミの問題などが発生していた。また、人口減少社会の到来によって、地域コミュニティの維持が難しくなってくる中、コミュニティ活動の場の整備だけでなく、防災活動の場の整備などが求められるようになった。同市では、これらの課題に対応するため、基本となる3機能「休憩機能」・「情報発信機能」・「地域連携機能」及び「防災機能」を併せ持った都市型の道の駅が整備されることとなった。そして同市は、外環道路の千葉県区間の玄関口であることから、遠方からの来訪者に立ち寄ってもらえる利便性の高い交流拠点を創出することによって、第二次基本計画の10年間のまちづくりの目標である「安心で快適な活力あるまち」の実現を目指した。
2013年（平成25年）5月、市川市は道の駅の整備にあたって、施設のコンセプトや予定地を選定し、有識者らと共に「市川市『道の駅』基本方針」や「市川市『道の駅』基本計画」を策定した。同市は、これらの計画に基づいて、国分・菅野・高谷の3個所を道の駅の候補地として選定した。
候補地とされた国分は、農地が多く、周辺には国分川調節池の上部利用計画があり、野球場やサッカー場をはじめとしたスポーツ施設、散策やウォーキングの場などが整備される予定とされていた。また、次の候補地とされた菅野は、学校が集中している地域であり、一時避難場所として指定されているところが多く、被災時には、学校施設と連携して大規模な避難エリアとして機能することが期待された。そして、最後の候補地である高谷は、ごみ焼却場の熱を利用したクリーンスパ市川があり、江戸川沿いにはサイクリングロードが整備されていたことから、道の駅と合わせて活力ある施設利用が期待された。これら3個所の候補地を総合的に比較検討した結果、国分、菅野、高谷の順に道の駅の候補地として評価されることとなった。
2014年（平成26年）7月、市川市は前年に策定された計画を基にして、市川市北部の国分6丁目を道の駅の建設予定地とした。2016年（平成28年）9月には、市川市議会において、(仮称)道の駅「いちかわ」にかかる「設置及び管理に関する条例」が制定･公布された。また、翌2017年（平成29年）6月から7月にかけて、新たに国分に設置される道の駅の名称の募集が開始され、同年9月、道の駅の名称を決定するための「名称決選市民投票」が行われた。その際、道の駅の名称として、「にぎわっと市川」・「いちかわ」・「ぷらっ都 いちかわ」・「いちかわ マルっと！」・「あるたす いちかわ」の5つが候補に挙げられ、市民投票の結果、道の駅の名称は「いちかわ」に決定された。同年11月には、国土交通省道路局によって、道の駅「いちかわ」が「道の駅」として登録された。
翌2018年（平成30年）4月7日の午後1時11分、道の駅「いちかわ」が国分6丁目にオープンした。

## バイクによる騒音問題
東京都江東区青海二丁目にある東京都立の海上公園（ふ頭公園）である青海南ふ頭公園（あおみみなみふとうこうえん）は、長年に渡り多数のバイクが集まる溜り場となっていたことから、近隣は騒音による被害を受けていた。2016年（平成28年）以降、警視庁による取り締まりが強化されたため、翌2017年（平成29年）頃から東京都江東区若洲にある江東区立若洲公園の駐車場に集まるようになった。
この地でも同様の被害を与えたことから、2018年（平成30年）4月1日、騒音・暴走行為防止対策として、夜間のオートバイの乗り入れが制限されるようになった。そこで同年4月7日にオープンした道の駅いちかわが、バイク集団の間で匿名掲示板やTwitterなどのSNSを通して話題となリ、バイク集団の集合拠点となった。
近隣に民家があるのにもかかわらず、多数のバイクが集会行為や暴走行為、空ぶかし等の迷惑行為を行うようになったため、同年11月28日、千葉県市川警察署・国土交通省首都国道事務所・市川市・指定管理者から、施設内での迷惑行為禁止に関する警告が出された。しかし、その後も事態が改善されなかったことから、翌2019年（平成31年）3月4日には2度目の警告が出された。

## 施設
- 駐車場 120台
- トイレ 41器
- 情報提供モニター
- 防災倉庫
- 防災トイレ
- 非常用発電機
- 受水槽
- メインホール
- エントランス
- インフォメーションコーナー
- 道の駅事務室
- 公園管理事務室
- レストラン
- 物販・飲食施設
- 多目的室
- サテライトスタジオ
- ラウンジ

## 周辺
- C3 東京外環自動車道（東京外かく環状道路専用部）市川北IC[18]
- 市川市立東国分中学校
- 市川市立国分小学校